# Hotel Cidadela
O Hotel Cidadela é um hotel localizado no centro de Cascais.

## Inauguração

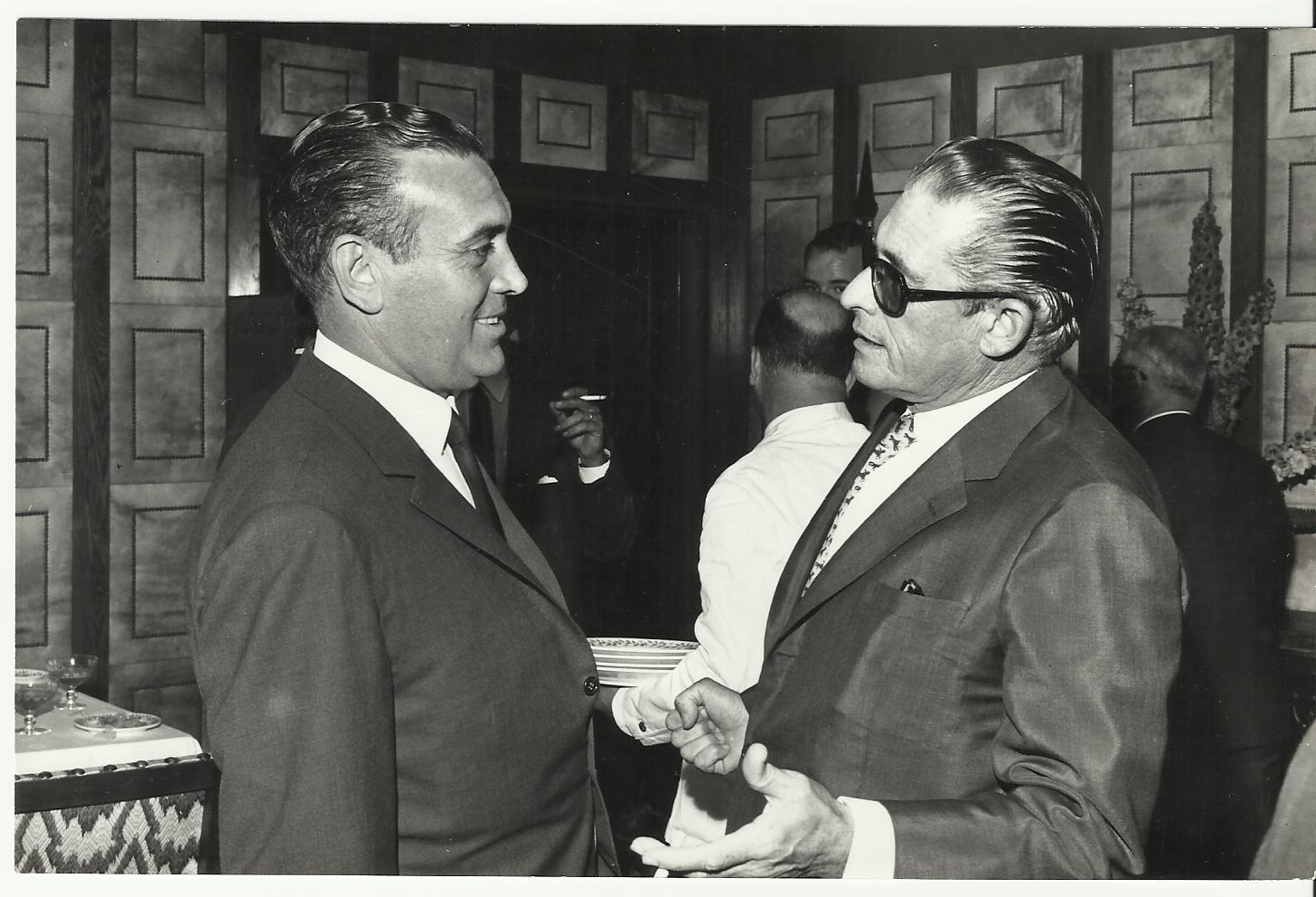
José António Felner Arantes Pedroso e Alberto Cruz

A família Arantes Pedroso era proprietária de uma casa muito grande que estava abandonada há muitos anos, a Vivenda Felner. Foi José António Guedes de Sousa Arantes Pedroso que teve a ideia de restaurar a casa de forma a construir um Hotel “com qualidade, requinte, conforto e um ambiente acolhedor”.
Data de Maio de 1964 o inicio da construção do hotel, sendo que, em 1961, deu entrada na Câmara Municipal de Cascais o seu projecto inicial. Dia 1 de Junho de 1966 foi feita a abertura e a 15 de Junho a respectiva inauguração.
A inauguração do Hotel Cidadela contou com a presença de várias celebridades e figuras públicas, inclusive o Presidente da República Américo Tomás.
José António Guedes de Sousa Arantes Pedroso, o fundador, e o arquitecto Alberto Cruz construíram um hotel que é, hoje em dia, considerado como dos hotéis mais importantes de Cascais.[carece de fontes?]

## Projecto
A primeira ideia do Hotel foi, em certas características, inspirada numa viagem a Bruxelas.
O projecto é do arquitecto Alberto Cruz.
O hotel foi construído inicialmente com dois "corpos", o corpo A e o corpo B sendo posteriormente em 1972, feitos 51 quartos com a construção de mais 3 andares sobre o corpo B.
Inicialmente, o hotel oferecia apenas apartamentos e algumas suites, mas rapidamente foi percebido que teriam que ser feitos mais quartos para que o Hotel se adaptasse ao mercado.
Ao longo dos anos 80, ocorreram remodelações nos quartos, no restaurante e no jardim. Em 1991 foi construída uma sala de reuniões devidamente equipada, com capacidade para 100 pessoas.
Inicialmente um Hotel de 4 estrelas, foi reduzido a Hotel de 3 estrelas.
O primeiro piso é composto por salas para conferências e reuniões maçónicas.

## Celebridades
O Hotel alojou celebridades tais como: Genesis (1974), Iron Maiden, Samuel Beckett (Prémio Nobel da Literatura 1969) (1969), Vinicius de Moraes (1968), Monika Sarp (Miss Europa 1972), Duke Ellington, El Cordobés, João Moura, Paulo Caetano (Cavaleiro Tauromáquico Português), Rão Kyao, John McEnroe, Maria Barroso Soares, Fernando Alonso, Nelson Piquet e Martinho da Vila.[carece de fontes?]

Samuel Beckett escreveu, a partir deste hotel (11 de Janeiro de 1970), correspondência para Alan Schneider, diretor principal das peças do autor.
Em 1975, alojou os músicos participantes do Cascais Jazz.

## Actualidade
Nos dias de hoje o Hotel tem uma elevada notoriedade junto dos habitantes de Cascais e arredores pois faz parte das suas memórias. Desde sempre que avós, pais, filhos e netos se juntavam no Hotel para passar umas temporadas ou mesmo só para uma refeição no restaurante. É com nostalgia que falam sobre o Hotel e de toda a história que o envolve.[carece de fontes?]
Em 1984, o hotel foi convidado a fornecer todo o serviço VIP de catering para o Grande Prémio de Portugal de Fórmula 1, no Autódromo Fernanda Pires da Silva, no Estoril; desde essa altura que o Hotel forneceu esse serviço para aquele evento através da empresa do grupo, até à sua última edição em 1996.[carece de fontes?]
Os quartos do Hotel Cidadela contam com uma vista panorâmica que possibilita que os seus hospedes vejam a Serra de Sintra, a Baía de Cascais (mar) e o centro de Cascais.
Em 2017 foi vendido a uma empresa Chinesa, a qual iniciou obras de melhoramento em 2018, encerrando o Hotel a 31 de Outubro desse ano.